# Богданов Олександр Олександрович
Олександр Олександрович Богданов (справжнє прізвище — Малиновський; інші псевдоніми — Вернер, Максимов, Рядовий) (10 (22) серпня 1873, Сокулка, Гродненська губернія — 7 квітня 1928, Москва) — філософ-марксист, економіст, політичний діяч-більшовик; лікар, вчений експериментатор-натураліст.

## Біографія
Народився в 1873 році в сім'ї вчителя. Закінчив із золотою медаллю Тульську класичну гімназію. Навчався на фізико-математичному факультеті Московського університету, звідки був відрахований за участь в студентському русі.
Закінчив медичний факультет Харківського університету (1899).
Член РСДРП у 1896–1909 роках, більшовик, з 1905 року. Член ЦК РСДРП. Очолював групу «Вперед», був організатором партійних шкіл РСДРП в Болоньї і на Капрі. Активно розробляв теоретико-філософські питання марксизму та соціалізму. Дискутував із своїм товаришем та опонентом Леніним. Саме критиці в основному поглядів О. Богданова (під виглядом «критики Махізму») присвячений полемічно-критичний твір В. Леніна «Матеріалізм і емпіріокритицизм», що досі серед комуністів-ленінців вважається його головною «філософською» працею.
Після привласнення В. Леніним спільної партійної каси РСДРП (більшовиків і меншовиків) в 1911 р., порвав з ним усякі дружні стосунки, поступово відійшов від політичної діяльності і зосередився на науці.
З 1918 року — ідеолог Пролеткульту.
Запропонував ідею створення нової науки про загальну теорію Організацію — тектології, передбачивши в ній основі положення кібернетики.
З 1926 року — організатор та директор першого у світі Інституту переливання крові. Опублікував працю «Борьба за жизнеспособность», де намагався обґрунтувати можливість боротьби з передчасною старістю шляхом обмінного переливання крові. У 1924—1928 рр. провів на собі 11 обмінних переливань крові, загинув під час проведення 12-го переливання крові.

## Праці
- Богданов А. А. Основные элементы исторического взгляда на природу. Санкт-Петербург, 1898
- Богданов А. А. Познание с исторической точки зрения. Санкт-Петербург, 1901
- Богданов А. А. Из психологии общества. Статьи 1901—1904 годов Санкт-Петербург, 1904
- Богданов А. А. Новый мир. Санкт-Петербург, 1905
- Богданов А. А. Эмпириомонизм. Статьи по философии кн. I—III, Москва, 1905—1906
- Богданов А. А. Краткий курс экономической науки. изд. 7-е, Москва, 1906
- Богданов А. А., Степанов И. Курс политической экономии. Москва, Т. 1—2, 1910—1919
- Богданов А. А. Падение великого фетишизма. Москва, 1910
- Богданов А. А. Культурные задачи нашего времени. Москва, 1911
- Богданов А. А. Философия живого опыта: Популярные очерки: Материализм, эмпириокритицизм, диалектический материализм, эмпириомонизм, наука будущего. Санкт-Петербург 1912
- Богданов А. А. Введение в политическую экономию. 1914
- Богданов А. А. Искусство и рабочий класс, 1918
- Богданов А. А. Тектология — Всеобщая организационная наука [Архівовано 24 вересня 2013 у Wayback Machine.]. Берлин—Санкт-Петербург 1922, 2-е изд. В 2-х книгах. М.: «Экономика», 1989.
- Богданов А. А. О пролетарской культуре. 1904—1924 Москва-Ленинград 344 с. 1924
- Богданов А. А. Вопросы социализма: Работы разных лет [Архівовано 21 вересня 2013 у Wayback Machine.]. — М.: «Политиздат», 1990.2-е изд.
- Богданов А. А. Очерки организационной науки

### Художні твори
- Богданов А. А. Красная звезда Санкт-Петербург 1908, 1919 (роман)
- Богданов А. А. Инженер Мэнни Москва, 1912

### Переклади українською
- А. Боґданов. Короткий виклад Полїтичної Економії. Ню Йорк, 1920. 397 с.
- Олександр Боґданов. Діялєктичний матеріялізм. Відень—Київ: Нова доба, 1921. 77 с. [Архівовано 9 грудня 2017 у Wayback Machine.]
- А. Богданов. Мистецтво й робітничий клас. Київ: Державне видавництво, 1921. 71 с.
- А. Богданов. Червона зоря. Берлін: Україно-американське видавниче товариство «Космос», 1922. 160 с.

### Твори Богданова
- Твори А. Боґданова у «Громадівській бібліотеці» [Архівовано 14 серпня 2020 у Wayback Machine.].

### Про нього
- Міжнародний інститут А. Богданова [Архівовано 26 листопада 2013 у Wayback Machine.].
- Теорія рівноваги А. Богданова.
- Гамлет з Червоної Зірки [Архівовано 21 вересня 2013 у Wayback Machine.].
- Останні дні О. О. Богданова. Хроніка трагічних подій.
- «Єретик» Богданов
- Олександр Богданов [Архівовано 22 січня 2009 у Wayback Machine.] в Галереї Міжнародного Товариства Філософів [Архівовано 10 жовтня 2013 у Wayback Machine.](англ.)